# Село имени Тельмана
И́мени Те́льмана — село (в 1949—2004 годах — посёлок городского типа) в Смидовичском районе Еврейской автономной области, Россия. Относится к Приамурскому городскому поселению.

## История
Основано как село Покровка, Покровский пост — разъезд перед железнодорожным мостом через Амур.
Населённый пункт был переименован[когда?]

 в честь Эрнста Тельмана (1886—1944), лидера немецких коммунистов.

## География
Расположено на левом берегу реки Амур (в 5 км выше устья реки Тунгуска, в окружении пойменных озёр), напротив Хабаровска.
Рядом с селом проходит Транссибирская магистраль и мост через Амур. До постройки автомобильного перехода работала паромная переправа Хабаровск — им. Тельмана, зимой до Краснофлотского района наводилась дорога по льду.
Автомобильная дорога в пос. им. Тельмана идёт через посёлок Приамурский, расстояние до автотрассы «Амур» около 10 км.
Обычно местные жители и дачники пешком проходят несколько сотен метров и выходят к автобусной остановке или к платформе электропоезда, которые расположены сразу перед мостом. Так быстрее добраться до Хабаровска, и автобусов намного больше.
За территорией села находится несколько садовых некоммерческих товариществ — «Речник», «Железнодорожник», «Путеец».

## Население
| 1959 | 1970  | 1979  | 1989  | 1992  | 2002  | 2010  |
| ---- | ----- | ----- | ----- | ----- | ----- | ----- |
| 1904 | ↘1285 | ↗1386 | ↘1096 | ↗1100 | ↗1110 | ↗1210 |

## Инфраструктура
Остановочный пункт электропоездов «Тельман».
В селе находятся причалы с портальными кранами, осуществляется перегрузка с железнодорожных вагонов на суда Амурского речного пароходства.

## Галерея
- На сельской улице
- Причалы пос. имени Тельмана и Хабаровский мост, вид с акватории Амура
- Конюшня и портальные краны, вдали виден Хабаровск